# Lungulețu
Lungulețu est une commune du județ de Dâmbovița en Roumanie.